# داني كويلو
داني كويلو هو لاعب كرة قدم برتغالي في مركز الدفاع، ولد في 17 يناير 1990 في بارسيلوس في البرتغال. شارك مع منتخب البرتغال تحت 16 سنة لكرة القدم ومنتخب البرتغال تحت 17 سنة لكرة القدم ومنتخب البرتغال تحت 18 سنة لكرة القدم ومنتخب البرتغال تحت 19 سنة لكرة القدم ومنتخب البرتغال تحت 20 سنة لكرة القدم ومنتخب البرتغال تحت 21 سنة لكرة القدم. أما مع النوادي، فقد لعب مع إستريلا دا أمادورا وسبورتينغ براغا وسي إف آر كلوج ونادي أروكا.

## وصلات خارجية
- داني كويلو على موقع قاعدة بيانات كرة القدم.إي يو (الإنجليزية)
- داني كويلو على موقع Soccerway.com (الإنجليزية)
- داني كويلو على موقع AS.com (الإسبانية)